# Pekiringan (Kesambi)
Pekiringan is een bestuurslaag in het regentschap Kota Cirebon van de provincie West-Java, Indonesië. Pekiringan telt 11.198 inwoners (volkstelling 2010).